# Битва при Кресі (1346)
Битва при Кресі — важлива битва в ході Сторічної війни, яка відбулась 26 серпня 1346 року між англійськими та французькими військами неподалік від міста Кресі у Верхній Нормандії. Битва завершилася перемогою англійців і військові історики вважають її важливою віхою в розвитку тактики бою.

## Передумови
Через три роки після раптового початку Столітньої війни 24 червня 1340 року відбулася її перша велика битва — морський бій при Слейсі. Протягом декількох років після цієї битви король Едуард робив спроби вторгнутися до Франції через Фландрію, але ці спроби провалилися через фінансові труднощі та нестабільність створених ним альянсів. Шість років по тому Едуард вибрав інший маршрут і атакував Нормандію, здобувши перемоги спочатку в битві при Кані 26 липня, а потім і в битві при Бланштаку 24 серпня 1346 року. План французів заманити англійців у пастку між двома річками, Сеною і Соммою, провалився, а обхідний маневр англійців привів до битви при Кресі, другій за значимістю битві цієї війни.

## Сили сторін
Англійці мали, за різними даними, від 8 до 20 тис. воїнів (англійський історик Морріс визначає сили Едуарда на 4 тис. кінних лицарів і зброєносців і 10 тис. лучників; хроніст Жан Фруассар говорить про 9 тис. воїнів, але мова йде тільки про тих, що стоять в «першій лінії»).

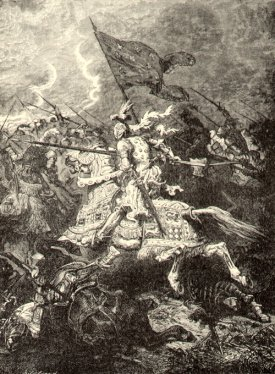
Битва при Кресі, гравюра XIX сторіччя

Чисельність французьких сил точно невідома. Французьке військо не було в повному складі — один загін напередодні вступив у бій з англійцями, намагаючись перешкодити їх переправі через річку, другий загін (500 списів і 2 тис. лучників; Жан Фруассар) прийшов до місця битви тільки наступного дня; значне число військ знаходилося на півдні Франції, в Гієні, де вели бої проти англійців і місцевих гасконських васалів Едуарда. Основу французької армії складала важка лицарська кіннота; піхота, що переважно складалась із арбалетників, відігравала допоміжну роль. Англійська армія у своїх лавах мала лучників. Ці підрозділи були розставлені шаховим порядком, між ними зайняли позиції латники, які билися у пішому сторою і забезпечували прикриття лучникам. Французькі лицарі у важких обладунках, що повільно пересувалися мокрим полем, були ідеальною мішенню для англійських лучників.